# Магазин единорогов
«Магазин единорогов» (англ. Unicorn Store) — американский комедийный фильм режиссёра Бри Ларсон по сценарию Саманты МакИнтайр. Главные роли исполнили Ларсон, Сэмюэл Л. Джексон, Джоан Кьюсак, Брэдли Уитфорд, Каран Сони, Мамуду Ати, Мэри Холланд и Хэмиш Линклейтер.

## Сюжет
После того, как все надежды творческой и беззаботной Кит рушатся, она переезжает жить обратно к родителям и устраивается на нудную работу в офис. Однажды девушка получает таинственное приглашение. Мужчина, который называет себя продавцом, говорит что может достать для неё то, о чём она всегда мечтала — единорога. Но деньги ему не нужны. Чтобы получить желаемое, девушка должна доказать, что она достойна этого.

## Актёрский состав
- Бри Ларсон — Кит
- Сэмюэл Л. Джексон — продавец
- Джоан Кьюсак — Глэдис
- Брэдли Уитфорд — Джин
- Каран Сони — Кевин
- Мамуду Ати — Вирджил
- Мэри Холланд — Джони
- Хэмиш Линклейтер — Гэри
- Аннали Эшфорд — Кристал
- Марта Макайзек — Сабрина
- Крис Витаск — Мэтт
- Райан Хэнсен — Брок

## Производство
В августе 2012 года было объявлено, что Мигель Артета срежиссирует фильм по сценарию Саманты МакИнтайр, главную роль в котором исполнит Ребел Уилсон. Майк Уайт и Дэвид Бернад должны были выступить продюсерами при поддержке их компании «Rip Cord Productions». В августе 2016 года было объявлено, что режиссёром, продюсером, а также исполнительницей главной роли выступит Бри Ларсон. Продюсерами были объявлены Бернад, Рубен Флейшер, Пэрис Касидокостас-Латсис, Линетт Хауэлл Тейлор и Терри Дуглас. В ноябре 2016 года к созданию фильма присоединились Сэмюэл Л. Джексон, Джоан Кьюсак и Брэдли Уитфорд, Каран Сони и Мамуду Ати. В декабре того же года к актёрскому составу присоединилась Мэри Холланд.

### Съёмочный процесс
Съёмки фильма начались в ноябре 2016 в Лос-Анджелесе и завершились 9 декабря 2016 года.

## Релиз
Мировая премьера фильма состоялась в рамках Международного кинофестиваля в Торонто 11 сентября 2017 года. 9 января 2019 года было объявлено, что компания Netflix приобрела права на дистрибуцию фильма.

## Принятие
Фильм получил смешанные отзывы критиков. На интернет-агрегаторе Rotten Tomatoes он имеет рейтинг 64 % на основе 14 рецензий со средним баллом 6.2/10.